# Victoria argopastea
Victoria argopastea är en fjärilsart som beskrevs av Louis Beethoven Prout 1938. Victoria argopastea ingår i släktet Victoria och familjen mätare. Inga underarter finns listade i Catalogue of Life.